# جمعية تاريخ الطب
جمعية تاريخ الطب (بالإنجليزية: History of Medicine Society)‏ هي أحد الأقسام التابعة للجمعية الملكية للطب بلندن. أسسها السير ويليام أوسلر، وهي واحدة من أقدم الجمعيات المتخصصة في تاريخ الطب في العالم، إلى جانب كونها واحدة من اللجان الأربع المؤسسة للجمعية البريطانية لتاريخ الطب.
عُقد اجتماع الجمعية الأول في 20 نوفمبر 1912، بدعم من السير فرانسيس تشامبنيز والسير ريموند كروفورد والسير توماس كليفورد ألبوت والسير رونالد روس والسير هنري موريس والسير ويليام سيلبي تشيرش وهنري بارنز والبروفيسور ريتشارد كيتون، وحضر الاجتماع الأول 160 من المهتمين بتاريخ الطب، ولم تلبث اجتماعات الجمعية أن صارت دورية، وصارت تُعقد بانتظام في مقر الجمعية الملكية للطب بلندن.